# Pieszowola (wieś)
Pieszowola – wieś w Polsce, położona w województwie lubelskim, w powiecie parczewskim, w gminie Sosnowica. Leży przy drodze wojewódzkiej nr 819. W Pieszowoli mieści się część Poleskiego Parku Narodowego.
| SIMC    | Nazwa     | Rodzaj    |
| ------- | --------- | --------- |
| 0108364 | Czerniów  | część wsi |
| 0108370 | Czołoma   | część wsi |
| 0108387 | Hołodyska | część wsi |

W latach 1975–1998 miejscowość administracyjnie należała do ówczesnego województwa chełmskiego.
Wieś stanowi sołectwo w gminie Sosnowica. Według Narodowego Spisu Powszechnego z roku 2011 wieś liczyła 244 mieszkańców.
W miejscowości działało państwowe gospodarstwo rolne.
W styczniu 1943 roku przebywająca w Pieszowoli, w majątku rodziny Krassowskich, Krystyna Krahelska napisała słowa piosenki pt. Hej, chłopcy, bagnet na broń!, która stała się później jedną z najpopularniejszych piosenek Polski Walczącej, powstania warszawskiego i oddziałów powojennej partyzantki antykomunistycznej. Bywa też nazywana nieoficjalnym hymnem Armii Krajowej.
Wierni Kościoła rzymskokatolickiego należą do parafii Trójcy Świętej w Sosnowicy.